# Tyvek

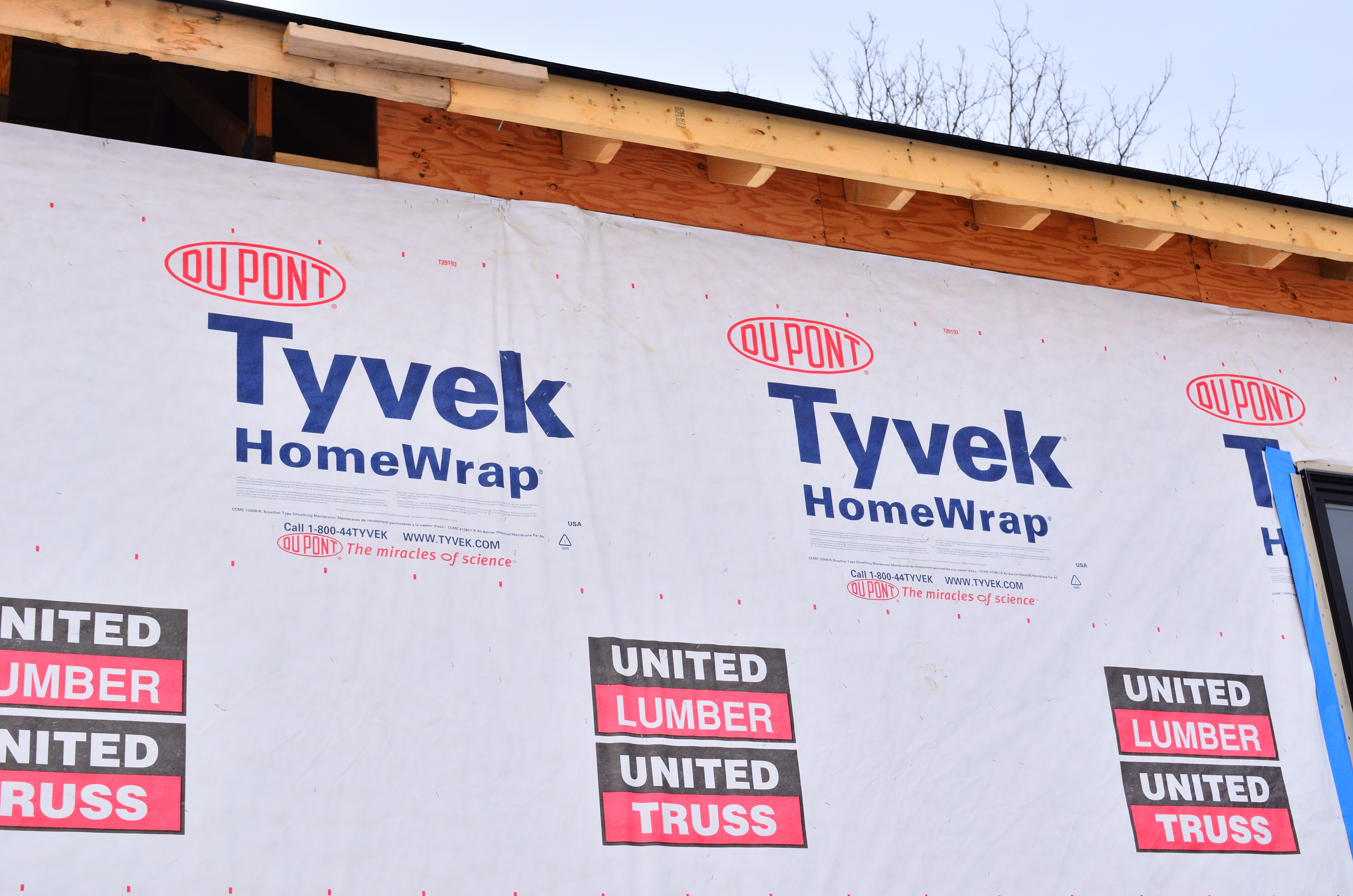
Husvägg inklädd i Tyvek.

Tyvek, är ett varumärke registrerat av DuPont. Det är ett tunt plastmaterial som är tillverkat av olefin-fibrer, närmare bestämt tunna polyetylenfibrer som pressats samman under värme. Resultatet är ett lätt, tunt, vattenresistent samt riv- och slittåligt material. Tyvek har även förmågan att släppa igenom vattenånga men inte vatten.
Tyvek används till tekniska textilier, bland annat för husisolering, slittåliga kuvert, förpackning inom medicin och för kartor. Kartor framställda i tyvek kan doppas i vatten utan att påverkas. Det går även att vika 20 000 gånger utan att det går sönder.